# راي سكوت (مغني)
راي سكوت (بالإنجليزية: Ray Scott)‏ هو مغني ومغن مؤلف أمريكي، ولد في 1969 في Semora, North Carolina ‏ في الولايات المتحدة.

## وصلات خارجية
- الموقع الرسمي
- راي سكوت على موقع ميوزك برينز (الإنجليزية)